# رائول پورکتو
رائول پورکتو (انگلیسی: Raúl Porchetto؛ زادهٔ ۱۵ نوامبر ۱۹۴۹) موسیقی‌دان اهل آرژانتین است.

## زندگینامه
پورکتو از جنبش آکوستیک موسیقی راک آرژانتینی در اوایل دهه ۱۹۷۰ برخاست و اولین آلبوم خود را در سال ۱۹۷۲ منتشر کرد، که این سبک پس از محبوبیت فستیوال "Acusticazo" به شهرت رسید..

در میانه دهه ۱۹۷۰، او عضو یکی از اولین و گذرا گروه‌های فوق‌ستاره موسیقی راک آرژانتینی به نام PorSuiGieco شد که با لئون خیه‌کو، چارلی گارسیا و نیتو مستره همکاری داشت.